# Roldana aliena
Roldana aliena là một loài thực vật có hoa trong họ Cúc. Loài này được (B.L. Rob. & Seaton) Funston mô tả khoa học đầu tiên năm 2008.